# Torenvliet
Torenvliet was een kasteel en buitenplaats in de Nederlandse plaats Valkenburg, provincie Zuid-Holland. Er zijn geen zichtbare restanten van Torenvliet bewaard gebleven.

## Geschiedenis
Rond 1320 schonk de Hollandse graaf de heerlijkheid Valkenburg-Katwijk aan de heren Van Wassenaar. Mogelijk was Torenvliet de oude hof van deze heerlijkheid. De Van Wassenaars gaven de heerlijkheid weer in leen uit. In 1369 werd in de belening van Torenvliet gesproken over de omgrachte woning Den Hoef.

### Thoornvliet
De naam Torenvliet komt pas sinds 1452 in de bronnen voor. In dat jaar kreeg Jan Boissairt de hofstede en woning Thoornvliet in leen. De naam was afkomstig van de toren die was aangebouwd.

### Beleg van Leiden
In de 16e eeuw was het huis in handen van Chelain Zeeghers van Wassenhoven (1543) en Cornelis Huygensz. Suys (1559). Midden 16e eeuw werd een nieuw herenhuis gebouwd dat tijdens het beleg van Leiden in 1573/1374 werd beschadigd.

### Verbouwing
De familie De Ligne was van 1610 tot 1616 eigenaar, maar bewoonde het huis niet zelf. Johan de Hertoge van Osmael, ambachtsheer van Valkenburg, kreeg Torenvliet in 1616 in bezit. Zijn zoon George nam het in 1656 over.
In 1656 volgde een verbouwing van Torenvliet, waarbij het meteen werd vergroot.

### Wittert
In 1707 kreeg Corneille Wittert (1672-1733) de heerlijkheid Valkenburg in leen van de Staten van Holland. In 1719 beleende Johan Hendrik van Wassenaer hem met het huis Torenvliet. Wittert bood in 1725 onderdak aan vijftien monniken die uit de kerk waren gezet.
Het huis kreeg in de 18e eeuw nog een uitbreiding.

### Afbraak
Rond 1740 is het huis afgebroken. De naam Torenvliet ging over op de boerderij die 200 meter verderop lag. Deze boerderij is in 1959 afgebroken bij de uitbreiding van vliegveld Valkenburg.

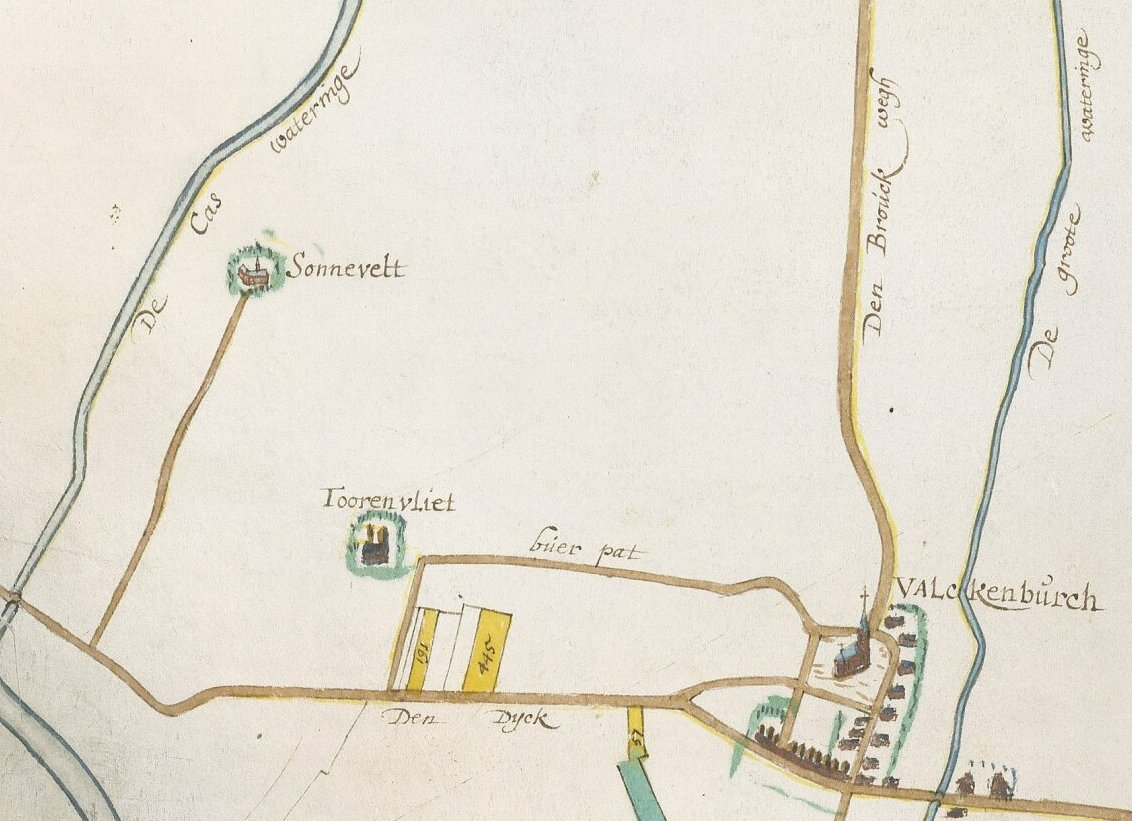
Torenvliet op een kaart uit 1655

## Beschrijving
Het omgrachte herenhuis uit midden 16e eeuw bestond uit twee bouwlagen met een achtkantige toren op de hoek linksvoor.
Bij de verbouwing in 1656 kwam er een extra dienstvleugel bij. In de 18e eeuw volgde nog een uitbreiding van twee bouwlagen hoog met een erkerkamer.
Abbenbroek · Abspoel · Adegeest · Slot Alkemade ·  Altena · Arkelsburg · Bellesteyn · Huis ten Berghe · Binckhorst · Binnenhof · Blijdestein · Te Blotinghe · Boekenburg · Boekhorst · Boshuysen · Bulgersteyn · Burcht (Leiden) · Burcht (Voorne) · Slot Capelle · Coebel · Cranenburg · Crayestein · Cronesteyn · Crooswijk · Develstein · 't Huys Dever · Dirks Steenhuis · Ter Does · Duivenstein · Duivenvoorde · Endegeest · Endepoel · Foreest · Giessenburg · Gravensteen · Groot Haesebroek · 's Heeraartsberg · Hof van Wateringen · Holy · Slot Honingen · Kasteel van de Heren van Arkel · Kasteel van Gouda · Keenenburg · Kasteel Keukenhof · Klein Poelgeest · Huis te Langerak · Langestein · Huis te Liesveld · Ter Lips · De Loo · Madeburcht · Marenburch · Meerburg · Huis te Merwede · Huis ter Mey · Kasteel van der Meye · Niemandsvriend · Noordeloos · Oud-Berendrecht · Oud-Poelgeest · Oud Teylingen · Paddenpoel · Persijn · Groot Poelgeest · Hof van Putten · Puttensteyn · Landgoed De Raephorst · Kasteel Ravesteyn · Kasteel van Rhoon · Rijnegom · Rijnenburg · Huis te Riviere · Rodenburg · Hofstad Rodenrijs · Rodenrijs · Rosenburgh · Huis Roucoop · Santhorst · Schelluinderberg · Schonenburg · Kasteel van Schoonhoven · Souburgh · Spangen · Starrenburg · Huis ter Specke · Steenvoorde · Stenevelt · Slot Teylingen · Den Toll · Torenvliet · Slot Valckesteyn · Huis ter Waard · Warmont · Ter Weer · Hof van Wena · Kasteel Westerbeek · Huis te Woude · Kasteel van IJsselmonde · 't Zand · Huis Zevender · Kasteel aan de Zevender · Zijlhof · Zonneveld · Huis Zuidwijk · Zwieten